# Учасник дослідження
Учасник дослідження — особа, яка бере участь в експерименті у психології та інших галузях науки. У психолінгвістиці, цей термін — на відміну від інформанта — означає, що збирається ще й інформація про носія мови як мовної і мовленнєвої особистості. Учасники можуть бути спеціально відібраними для експерименту, або ж бути наявними представниками досліджуваної популяції.
За участі в психологічних експериментах мотивація учасника дослідження істотно впливати на хід і результати експерименту. Виділяють три види мотивації учасника дослідження до виконання завдань експериментатора: почуття обов'язку перед експериментатором; честолюбство, прагнення «показати себе»; зацікавленість самим завданням
Від учасників психологічного експерименту, клінічного дослідження або інших видів експериментів над людьми може вимагатися інформована добровільна згода.